# マーク・ゼマンスキー
マーク・ウォルド・ゼマンスキー（Mark Waldo Zemansky、1900年5月5日 - 1981年12月29日）は、アメリカ合衆国の物理学者である。

## 生涯
ゼマンスキーは1900年5月5日にアメリカ合衆国ニューヨーク市ブルックリンで誕生した。1921年にニューヨーク市立大学を卒業後、1927年にコロンビア大学で博士号（Ph.D.）を取得した。博士論文は「水銀蒸気における閉じ込められた共鳴放射の拡散（The Diffusion of Imprisoned Resonance Radiation In Mercury Vapor）」と題されている。
1925年から1967年までニューヨーク市立大学で教鞭を執り、物理学教授として長年にわたり貢献した。この間、1956年から1959年まで物理学科長を務め、1963年から1966年にはシティユニバーシティの新しい物理学博士課程の初代執行役員であった。また、アメリカ物理教育者協会（American Association of Physics Teachers）で積極的に活動し、1951年には同協会の会長、1967年から1970年までは事務局長を務めた。1940年代初頭には、ドイツからの科学者の米国への移住を支援する活動にも関与した。
ゼマンスキーは1981年12月29日、ニュージャージー州ティーネックにて81歳で死去した。

## 主要な業績
ゼマンスキーは、フランシス・W・シアーズとの共著による入門物理学の教科書『ユニバーシティ・フィジックス（University Physics）』で最もよく知られている。この書籍は1949年に初版が刊行されて以来、「シアーズとゼマンスキー」として広く知られ、後の版ではヒュー・ヤングも共著者として加わった。また、古典的な熱力学の教科書である『熱と熱力学（Heat and Thermodynamics）』の著者でもある。

## 論文
- Zemansky, Mark W. "The diffusion of imprisoned resonance radiation in mercury vapor." Physical Review 29.4 (1927): 513.
- Zemansky, Mark W. "Kelvin and Caratheodory—a reconciliation." American Journal of Physics 34.10 (1966): 914-920.

## 著書
- Mitchell, A. C. G., and Mark W. Zemansky. Resonance Radiation. Cambridge, 1934.
- Sears, Francis Weston, Mark W. Zemansky, and Albino Yusta Almarza. Física general. Aguilar, 1957.
- Zemansky, Mark Waldo. "Heat and thermodynamics: an intermediate textbook." 1968. ISBN 0070647739
- Zemansky, Mark Waldo. Temperatures very low and very high. Courier Corporation, 1981. ISBN 048624072X